# 迈克尔·莫里茨
迈克尔·莫里茨（英語：Sir Michael Moritz，1954年9月12日—），是美国著名的风险投资家，硅谷红杉资本合伙人。大英帝国爵级司令勋章得主。

## 生平
1954年出生在威尔士卡迪夫的一个犹太人家庭。牛津大学基督堂学院毕业后赴美留学，在图龙奖（Thouron Award）的支持下宾夕法尼亚大学沃顿商学院完成学业。在时代 (杂志)作新闻记者，史蒂夫乔布斯曾在1980年代早期找他撰写苹果电脑发展的相关著作。1982年末当上时代 (杂志)旧金山分社社长。1986年加入红杉资本。投资众多科技公司，包括谷歌，雅虎，Skyscanner，贝宝，Webvan，YouTube，eToys和Zappos等。后帮助沈南鹏创建中国红杉资本。
目前和妻子以及两个孩子住在旧金山。2012年5月被确诊患有一种罕见无法治愈的疾病，使得他离开红杉资本董事长位置。

## 荣誉
- 2010年7月荣获卡迪夫大学荣誉院士
- 2014年7月荣获亚伯大学院士
- 2014年11月荣获香港科技大学荣誉博士